# ماهينور المصري
ماهينور المصري هي ناشطة سياسية ومحامية مصرية ولدت في محافظة الإسكندرية، وعضو بحركة الاشتراكيين الثوريين. اشتهرت بمواقفها المؤيدة لحقوق العمال بالإضافة إلى مشاركتها في ثورة 25 يناير ومظاهرات 30 يونيو.
كانت ماهينور من أوائل النشطاء الذين ساهموا بكشف وقائع قتل خالد سعيد، وكانت ضمن أول مجموعة تظاهرت أمام قسم سيدي جابر في الإسكندرية بخصوص الواقعة، التي كانت من ضمن الأسباب التي أشعلت ثورة 25 يناير.
بتاريخ 26 يونيو 2014 وأثناء حبس ماهينور المصري أعلنت لجنة «جائزة لودوفيك تراريو» برئاسة نقيب محامي باريس بيار- أوليفييه سور ومؤسس الجائزة نقيب محامي بوردو برتران فافرو، أنها قررت منح جائزة العام 2014 للمحامية ماهينور المصري.

## الإعتقال
اعتقلت ماهينور المصري للمرة الأولى عام 2008 في مركز للشرطة في مدينة الإسكندرية بعد مشاركتها في احتجاجات نظمتها حركة شباب 6 إبريل والمناهضة لسياسات الرئيس حسني مبارك.
بعد تولي الرئيس محمد مرسي رئاسة البلاد عام 2012، كانت ماهينور ضمن طليعة من عارضوا جماعة الإخوان المسلمين، حتى تعرضت للحبس لأول مرة في مارس 2013، وحوكمت بالسجن عامًا، و3 أشهر بتهمة اقتحام قسم شرطة رمل أول وإتلاف محتوياته مع 12 ناشطاً وحقوقياً ذهبوا للتضامن مع عدد من شباب «حزب الدستور» الذين ألقي القبض عليهم بعد تظاهرهم أمام مقر «حزب الحرية والعدالة» في الإسكندرية.
حكم عليها في 20 مايو 2014 بالحبس عامين والغرامة 50 ألف جنيه بحسب قانون التظاهر بتهمة «التظاهر دون تصريح، والتعدي على قوات الأمن»، خلال مشاركتها في وقفة تضامنية بالتزامن مع محاكمة المتهمين بقتل خالد سعيد في 2 ديسمبر 2013. تم تخفيف الحكم في مايو 2014 إلى عام و3 أشهر وقد قضت فترة عقوبتها بمحبسها في سجن الأبعادية بدمنهور، وأخلي سبيلها في 13 أغسطس 2016.
اعتقلتها أيضًا قوات الأمن المصرية يوم 22 سبتمبر 2019 أمام مقر نيابة أمن الدولة، حيث كانت ماهينور تحضر التحقيقات مع عدد من النشطاء الذين اعتقلوا خلال مظاهرات 20 سبتمبر المناهضة للرئيس عبد الفتاح السيسي.
و تم إخلاء سبيلها يوم 18 يوليو 2021.